# Yersiniops sophronica
Yersiniops sophronica är en bönsyrseart som beskrevs av Rehn och Morgan Hebard 1908. Yersiniops sophronica ingår i släktet Yersiniops och familjen Mantidae. Inga underarter finns listade i Catalogue of Life.